# T Geminorum
T Geminorum är en pulserande variabel av Mira Ceti-typ i stjärnbilden Tvillingarna. 
Stjärnan varierar mellan magnitud +7,98 och 15,0 med en period av 289 dygn.